# The Illustrated Mum
The Illustrated Mum é um telefilme britânico de 2003 dirigido por Cilla Ware baseado no livro homônimo escrito por Jacqueline Wilson. O filme, exibido pelo Channel 4, venceu um Emmy Internacional no ano seguinte.

## Sinopse
Duas irmãs lidam com o comportamento imprevisível de sua mãe deprimida e alcoólatra.

## Elenco
- Michelle Collins	...	Marigold Westward
- Alice Connor	...	Dolphin Westward
- Holliday Grainger	...	Star Westward (como Holly Grainger)
- Henry Cox	...	Oliver Morris
- John Elkington	...	Mr. Harrison